# Puskás Ferenc Stadion
Puskás Ferenc Stadion – stacja metra w Budapeszcie, na wschodnim brzegu Dunaju, leżąca w ciągu czerwonej linii metra. Do 2001 stacja nosiła nazwę Népstadion, a w latach 2001-2010 Stadionok. Nazwę swą zawdzięcza położeniu - w jej sąsiedztwie znajduje się Puskás Aréna. Stacja posiada dwa perony i cztery tory w tym dwa biorące początek na tej stacji. Na powierzchni znajduje się pętla autobusów i trolejbusów.

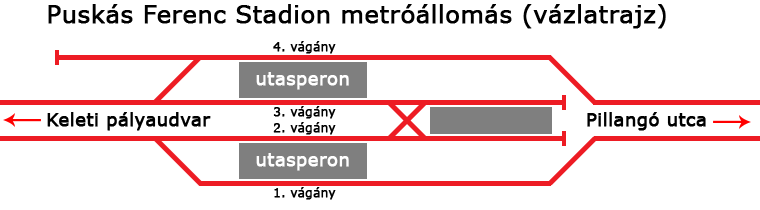
Schemat stacji